# Щербак, Дмитрий Игоревич
Дмитрий Игоревич Щербак (укр. Дмитро Ігорович Щербак; 8 декабря 1996, Полтава, Украина) — украинский футболист, полузащитник клуба «Полтава».

## Биография
Воспитанник полтавской ДЮСШ им. И. Горпинка (2008—2011) и харьковского ХГВУФК-1 (2012). В 2014 году был в составе любительского СК «Полтава». В конце февраля 2015 года перешёл в российский клуб «Кубань» Краснодар, в сезоне 2015/16 сыграл в молодёжном первенстве 9 матчей, забил один гол. В августе 2016 года подписал контракт с махачкалинским «Анжи». В 2016 году провёл 9 матчей, забил 4 мяча в молодёжном первенстве. 5 декабря того же года дебютировал за основную команду в гостевом матче 17-го тура против тульского «Арсенала», выйдя на замену на 87-й минуте встречи вместо Лоренцо Эбесилио. По окончании сезона 2016/2017 покинул клуб.